# Brede bloemvlieg
De brede bloemvlieg (Chirosia grossicauda) is een vliegensoort uit de familie van de bloemvliegen (Anthomyiidae). De wetenschappelijke naam van de soort is voor het eerst geldig gepubliceerd in 1899 door Strobl.